# RTCN Jemiołów
RTCN Jemiołów – Radiowo-Telewizyjne Centrum Nadawcze w Jemiołowie, maszt o wysokości 314 metrów i betonowa wieża o wysokości 99 metrów. Centrum zbudowano w latach 1960–1962 z funduszy zebranych społecznie. Jest to główna stacja nadawcza RTV województwa lubuskiego. Obsługiwana jest przez spółkę EmiTel sp. z o.o.

## Parametry
- Wysokość posadowienia podpory anteny: 160 m n.p.m.[1]
- Wysokość zawieszenia systemów antenowych: Radio: 124, 250, TV: 150, 305, 310 m n.p.t.[1]

## Transmitowane programy

### Programy radiowe
| LP | Program                   | Częstotliwość | Moc nadajnika (ERP) | Polaryzacja | Uwagi |
| -- | ------------------------- | ------------- | ------------------- | ----------- | --- |
| 1  | Radio Zet                 | 88,30 MHz     | 60 kW               | pionowa     | od około 1994–1995 |
| 2  | Polskie Radio Program II  | 89,90 MHz     | 60 kW               | pionowa     | do 23 września 1997 nadawało tu Polskie Radio Bis, od 24 września 1997 do 31 sierpnia 2000 nadawały tu połączone Polskie Radio Program II i Polskie Radio Bis |
| 3  | Polskie Radio Program III | 94,10 MHz     | 60 kW               | pionowa     | |
| 4  | Antyradio                 | 98,40 MHz     | 0,40 kW             | pozioma     | |
| 5  | Radio Maryja              | 100,00 MHz    | 5 kW                | pionowa     | |
| 6  | Radio Zachód              | 103,00 MHz    | 120 kW              | pionowa     | od stycznia 1994 |
| 7  | Polskie Radio Program I   | 105,00 MHz    | 60 kW               | pionowa     | od 1 września 2000 do 31 maja 2007 nadawało tu Polskie Radio Bis                                                                                              |
| 8  | RMF FM                    | 106,40 MHz    | 60 kW               | pionowa     | od 1994 |

### Programy radiowe – cyfrowe
| Skład multipleksu | Częstotliwość | Kanał | Moc nadajnika | Polaryzacja | Kierunkowość | Kompresja      |
| --- | ------------- | ----- | ------------- | ----------- | ------------ | -------------- |
| DAB+ - Polskie Radio Program I - Polskie Radio Program II - Polskie Radio Program III - Czwórka - Radio Poland - Program IV Polskie Radio 24 - Polskie Radio Chopin - Polskie Radio Dzieciom - Radio Zachód | 220,352 MHz   | 11C   | 3 kW          | pionowa     | kierunkowa   | AAC/AAC+/AAC++ |

### Programy telewizyjne – cyfrowe[3]
| Nazwa multipleksu    | Częstotliwość (MHz) | Kanał | Moc (kW) | Polaryzacja | Charakterystyka promieniowania | Standard nadawania | Kompresja | Data uruchomienia nadajnika |
| -------------------- | ------------------- | ----- | -------- | ----------- | ------------------------------ | ------------------ | --------- | --------------------------- |
| MUX 1                | 610 MHz             | 38    | 80 kW    | pozioma (H) | dookólna (ND)                  | DVB-T2             | HEVC      | 7 grudnia 2011              |
| MUX 2                | 666 MHz             | 45    | 100 kW   | pozioma (H) | dookólna (ND)                  | DVB-T2             | HEVC      | 30 września 2010            |
| MUX 3 (Gorzów Wlkp.) | 562 MHz             | 32    | 120 kW   | pozioma (H) | dookólna (ND)                  | DVB-T              | MPEG-4    | 20 maja 2013                |
| MUX 4                | 514 MHz             | 26    | 100 kW   | pozioma (H) | dookólna (ND)                  | DVB-T2             | HEVC      | 30 czerwca 2021             |
| MUX 6                | 474 MHz             | 21    | 100 kW   | pozioma (H) | dookólna (ND)                  | DVB-T2             | HEVC      | 29 kwietnia 2021            |
| MUX 8                | 198,5 MHz           | 8     | 22 kW    | pionowa (V) | kierunkowa (D)                 | DVB-T              | MPEG-4    | 25 października 2016        |

## Nienadawane analogowe programy telewizyjne
Programy telewizji analogowej wyłączone 7 listopada 2012 r.
| LP | Program             | Właściciel                                     | Częstotliwość | Kanał | Moc    |
| -- | ------------------- | ---------------------------------------------- | ------------- | ----- | ------ |
| 1  | Polsat              | Telewizja Polsat Sp. z o.o.                    | 511,25 MHz    | 26    | 100 kW |
| 2  | TVP2                | Telewizja Polska S.A.                          | 391,25 MHz    | 29    | 100 kW |
| 3  | TVP1                | Telewizja Polska S.A.                          | 415,25 MHz    | 32    | 100 kW |
| 4  | TVP Info/TVP Gorzów | Telewizja Polska S.A. oddział w Gorzowie Wlkp. | 695,25 MHz    | 49    | 100 kW |